# University Park (Nuovo Messico)
University Park è un census-designated place (CDP) degli Stati Uniti d'America della contea di Doña Ana nello Stato del Nuovo Messico. La popolazione era di 4 192 abitanti al censimento del 2010. Fa parte dell'area metropolitana di Las Cruces. Il CDP è quasi tutta l'area delimitata da University Avenue, Interstate 10 e Interstate 25 ed è quindi quasi coestensivo con il campus di Las Cruces dell'università statale del Nuovo Messico.

## Geografia fisica
University Park è situata a 32°16′37″N 106°45′05″W (32.276861, -106.751408).
Secondo lo United States Census Bureau, il CDP ha una superficie totale di 4,01 km², dei quali 4,01 km² di territorio e 0 km² di acque interne (0% del totale).

## Società

### Evoluzione demografica
Secondo il censimento del 2010, la popolazione era di 4 192 abitanti.

### Etnie e minoranze straniere
Secondo il censimento del 2010, la composizione etnica del CDP era formata dal 69,08% di bianchi, il 4,75% di afroamericani, il 5,77% di nativi americani, il 6,32% di asiatici, lo 0,33% di oceanici, l'8,75% di altre razze, e il 4,99% di due o più etnie. Ispanici o latinos di qualunque razza erano il 39,55% della popolazione.